# Đỗ Thị Hằng Nga
Đỗ Thị Hằng Nga sinh năm (1981) là nữ quân nhân đầu tiên của Việt Nam tham gia lực lượng gìn giữ hòa bình Liên Hợp Quốc (LHQ), làm nhiệm vụ gìn giữ hòa bình tại Phái bộ Nam Sudan, châu Phi.